# Bataille de Pyeongtaek
Guerre de Corée
Batailles
Offensive nord-coréenne :

(juin 1950 - septembre 1950)
- Pokpung
- Chuncheon
- Séoul (1re)
- Busan (navale)
- Chumunjin
- Osan
- Pyeongtaek
- Cheonan
- Chochiwon
- Daejeon
- Sangju
- Yongdong
- Hwanggan
- Notch
- Périmètre de Busan

Contre-offensive de l'ONU :

(septembre 1950 - octobre 1950)
- Incheon
- Bombardement de Pyongyang
- Pyongyang

Intervention chinoise :

(octobre 1950 - avril 1951)
- Onjong
- Unsan
- Chongchon (Wawon)
- Réservoir de Chosin
- Évacuation de Hŭngnam
- Séoul (3e)
- Twin-Tunnels
- Jipyeong-ri
- Imjin
- Kapyong

Impasse :

(août 1951 - juillet 1953)
- Crèvecœur
- Fleuve Han
- Opération Commando
- Maryang San
- Suncheon
- Barrage de Sui-Ho
- Triangle Hill
- le Crochet
- Fleuve Samichon
- Armistice de Panmunjeom

Post armistice :
- Raid sur la Maison Bleue
- Attaque de l'EC-121
- Incident du peuplier
- Infiltration de Gangneung
- Guerre du crabe

La bataille de Pyeongtaek fut le second engagement livré entre les États-Unis et la Corée du Nord pendant la guerre de Corée. Elle a eu lieu le 6 juillet 1950 dans la ville de Pyeongtaek en Corée du Sud et s'est conclue par une victoire nord-coréenne.

## Contexte historique
Dans les heures précédant l'aube du 25 juin 1950, sous la protection d'un formidable barrage d'artillerie, 135 000 Nord-Coréens franchirent la frontière entre les deux Corées. Le gouvernement nord-coréen annonça que des troupes commandées par le « traître et bandit » Syngman Rhee avaient traversé le 38e parallèle, et que par conséquent le Nord avait été obligé de riposter « à une grave provocation des fantoches de Washington », selon L'Humanité du lendemain. Conseillée et équipée par les Soviétiques, qui ne s'engageront toutefois jamais ouvertement, l'armée nord-coréenne mit en ligne 7 divisions, 150 T-34, 1 700 pièces d'artillerie, 200 avions de combat et d'importantes réserves.
L'attaque nordiste fut dévastatrice. Au moins les deux tiers de l'armée de terre sud-coréenne (sur un total de 8 divisions, à peine 38 000 hommes sont répartis dans les 4 divisions d'infanterie stationnées le long de la frontière) étaient alors en permission, laissant le pays largement désarmé. Les Nord-Coréens attaquèrent en plusieurs endroits stratégiques, parmi lesquels Kaesong, Chunchon, Uijongbu, et Ongjin. En quelques jours, les forces sudistes, surclassées en nombre et en puissance de feu, furent mises en déroute et durent battre en retraite. Tandis que l'attaque au sol progressait, l'armée de l'air nordiste bombarda l'aéroport de Gimpo à Séoul, où se trouvaient les 22 avions de liaison et d'entraînement de l'aviation du sud. Séoul fut prise dans l'après-midi du 28 juin.

## Prélude
Le 34e régiment d'infanterie de la 24e division d'infanterie mécanisée américaine fut assigné dans le secteur de Pyeongtaek afin de retarder des éléments de la 4e division d'infanterie de l'Armée populaire de Corée qui avançaient vers le sud après leur victoire lors de la bataille d'Osan les jours précédents. Située entre les montagnes et la mer Jaune, la ville présentait une certaine valeur stratégique.
Les Américains prirent position à Pyeongtaek et à Anseong dans le but de former une ligne défensive qui permettrait de retarder l'avance nord-coréenne.

## Déroulement de la bataille

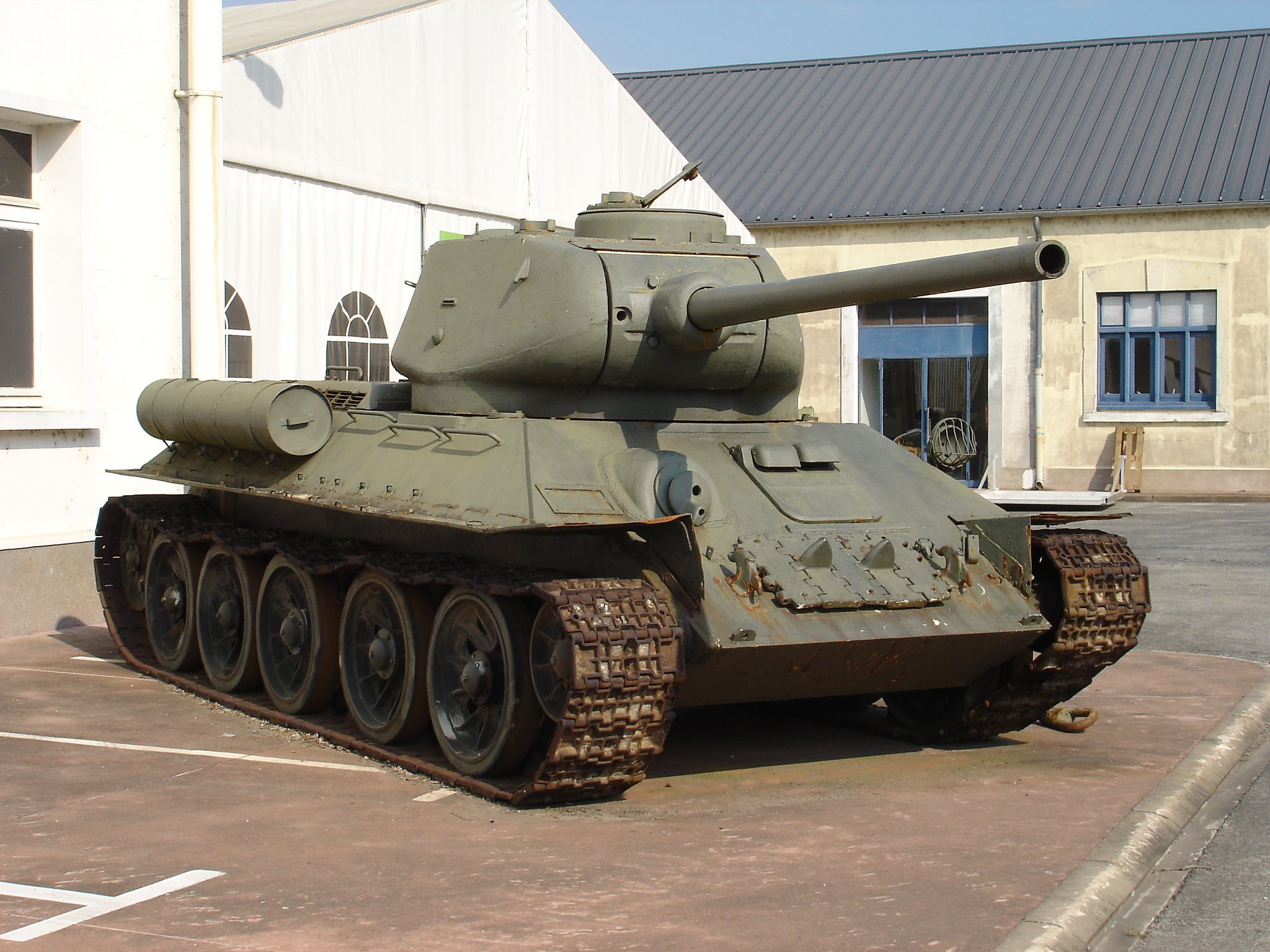
Les Nord-Coréens utilisèrent une demi-douzaine de chars T-34 lors de la bataille.

### L'assaut nord-coréen et le retrait américain
Le matin du 6 juillet, les Nord-Coréens appuyés par des chars T-34 attaquèrent et les Américains furent dans l'incapacité de les repousser efficacement ou de retarder leur progression significativement. Ces derniers battirent alors en retraite de façon désorganisée vers Cheonan. Ils perdirent 35 soldats, tués, blessés ou capturés lors de la bataille.